# MARAD Design C9-S-81d
Die LASH-Schiffe des MARAD Design C9-S-81d wurden von 1971 bis 1975 in neun Einheiten bei der Werft Avondale Shipyards in New Orleans gebaut.

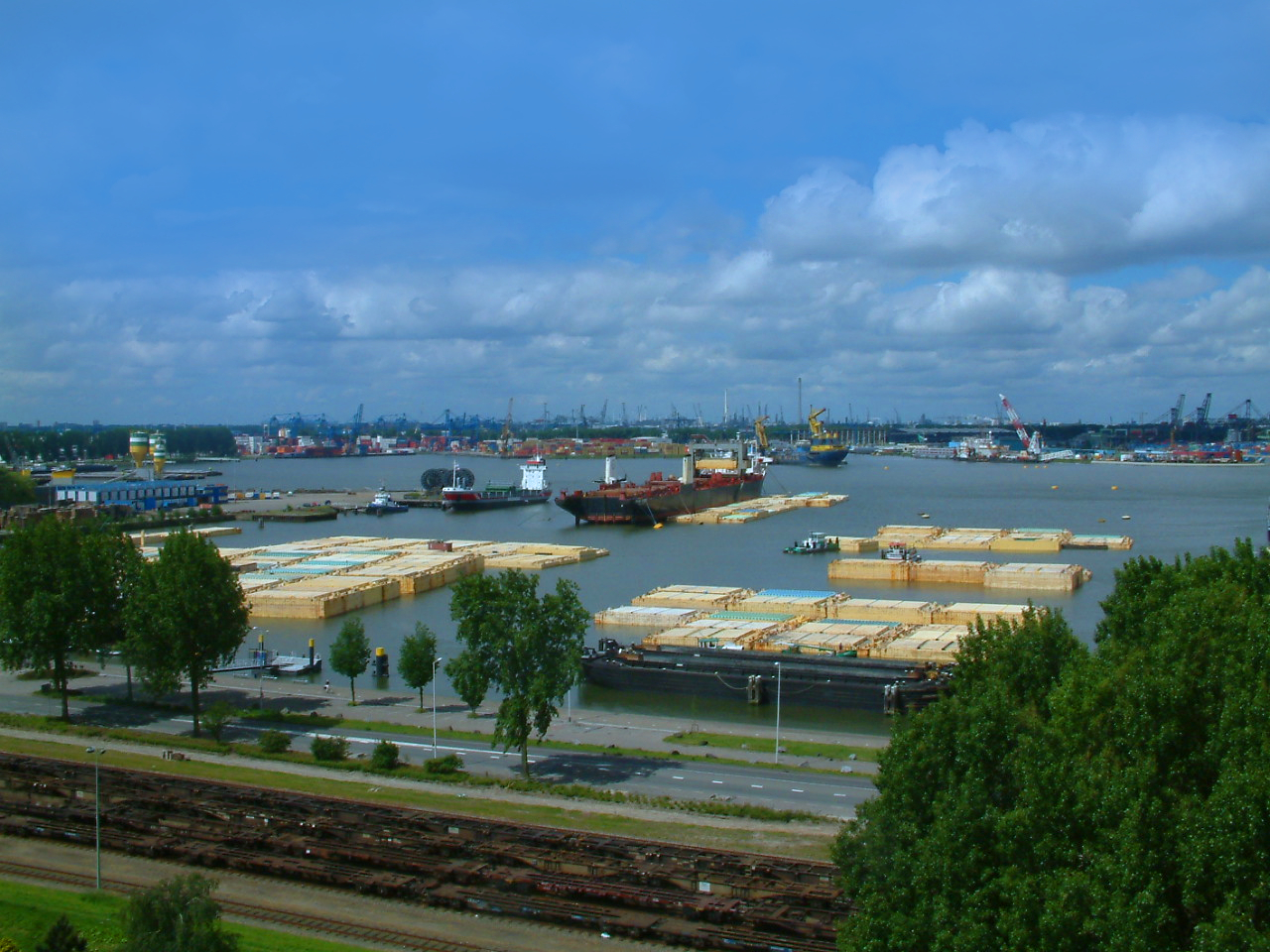
Lashleichter im Rotterdamer Waalhaven mit Lash-Schiff Bilderdyk (später Rhine Forest)

## Geschichte
In den 1960er Jahren entwickelte der amerikanische Schiffbauingenieur Jerome L. Goldman das LASH-System und gründete zur Vermarktung des patentierten Systems die Lighter Aboard Ship Corporation. Hintergrund der Entwicklung waren die seinerzeit üblichen sehr langen Hafenliegezeiten, die mit der hohen Umschlagsleistung des LASH-Systems von über 1000 Tonnen pro Stunde verkürzt werden sollten. Noch vor der Indienststellung der ersten LASH-Schiffe Acadia Forest und Atlantic Forest in den Jahren 1969 und 1970 bestellten mehrere US-amerikanische Reedereien eine Serie von elf LASH-Schifen bei der Avondale-Werft in New Orleans. Diese begann 1970 mit dem Bau der Serie. Die ersten drei jeweils 28,5 Millionen US-Dollar teuren Schiffe des Typs wurden im Jahr 1973 an die Reederei Delta Line aus New Orleans abgeliefert, die sie als Delta-Mar-Klasse betrieb. 1974 folgten drei baugleiche Schiffe für die Waterman Steamship Corporation in Mobile, deren Stückpreis mit je 27,9 Millionen US-Dollar etwas günstiger ausfiel. Danach lieferte die Avondale-Werft 1974/75 schließlich drei Einheiten an die ebenfalls in New Orleans ansässige Central Gulf Lines, die mit je 27,5 Millionen US-Dollar pro Einheit einen nochmals geringeren Baupreis aufwiesen.
Zwei der Schiffe befinden sich noch heute in der Ready Reserve Force, die von der United States Maritime Administration (MARAD) unterhalten wird. Sie sind zwei von 48 RRF Schiffen in dessen „Sealift Program Office“.

## Technische Daten und Besonderheiten
Die sieben Laderäume der Schiffe, vier davon vor dem Maschinenraum, sind in insgesamt 18 Zellen zum Stauen von Leichtern und Containern unterteilt. Um ein optimales Laderaumvolumen zu erreichen, befinden sich die Deckshäuser weit vorn und die Maschinenräume der Schiffe so weit achtern wie technisch möglich. Die Übernahme der Leichter erfolgt am Heck mittels eines 460-Megapond-Portalkranes. Das Be- und Entladen mit 20-Fuß-Container– die sogenannten TEU (Twenty-foot Equivalent Unit) – und 40-Fuß-Container FEU (Forty-foot Equivalent Unit), kann ein 30-Megapond-Portalkran sowohl auf der Backbord- als auch auf der Steuerbordseite übernehmen. In der doppelwandigen Schiffskörperhülle, zwischen Laderaumlängsschott und der eigentlichen Außenhaut, befinden sich Wasser-, Treibstoff- und Öltanks.
Angetrieben werden die Schiffe von einer Zweiwellen-Getriebeturbine mit einer Leistung von 23.536 kW. Die Bordversorgung mit elektrischer Energie wird durch je einen 2000-kW-Turbo bzw. Dieselgenerator sichergestellt.
Die Wohnräume für die Besatzung befinden sich im Haupt- 1. und 2. Deck der Aufbauten. Die Bordverpflegung der Besatzung wird in speziellen 10-Fuß-Containern angeliefert und von einem separaten Schwenkkran auf der Steuerbordseite übernommen.

## Die Schiffe
| MARAD Design C9-S-81d | MARAD Design C9-S-81d | MARAD Design C9-S-81d          | MARAD Design C9-S-81d | MARAD Design C9-S-81d | MARAD Design C9-S-81d                                                                                    |
| Name                  | IMO-Nr.               | Reederei                       | Baunummer             | Fertigstellung        | Spätere Namen und Verbleib                                                                               |
| --------------------- | --------------------- | ------------------------------ | --------------------- | --------------------- | --- |
| Delta Mar             | 7304792               | Delta Line                     | 1941                  | 12. Juli 1973         | 1987 Cape Farewell, American Mar, Ready Reserve Fleet (RRF) ab 15. Juni 2023 in Brownsville abgebrochen. |
| Delta Norte           | 7320411               | Delta Line                     | 1942                  | 1973                  | 1987 Cape Flattery; Ready Reserve Fleet (RRF) ab 14. Oktober 2023 in Brownsville abgebrochen.            |
| Delta Sud             | 7328633               | Delta Line                     | 1943                  | 1973                  | 1989 abgebrochen                                                                                         |
| Robert E. Lee         | 7366934               | Waterman Steamship Corporation | 1949                  | 1974                  | 2002 abgebrochen                                                                                         |
| Stonewall Jackson     | 7366946               | Waterman Steamship Corporation | 1950                  | 1974                  | 2002 abgebrochen                                                                                         |
| Sam Houston           | 7366958               | Waterman Steamship Corporation | 1951                  | 25. September 1974    | August 2001 in Johore Bahru aufgelegt, Februar 2002 in Alang abgebrochen                                 |
| Green Valley          | 7366960               | Central Gulf Lines             | 1952                  | 1974                  | 1980 Button Gwinnett, 1984 Green Valley, 2001 abgebrochen                                                |
| Green Harbour         | 7390698               | Central Gulf Lines             | 2257                  | 1974                  | 1980 William Hooper, 1984 Green Harbour, 2001 abgebrochen                                                |
| Green Island          | 7390703               | Central Gulf Lines             | 2258                  | 1975                  | 1980 George Wythe, 1982 Green Island, 2002 abgebrochen                                                   |